# U-455 (tàu ngầm Đức)
U-455 là một tàu ngầm tấn công  Lớp Type VII thuộc phân lớp Type VIIC được Hải quân Đức Quốc Xã chế tạo trong Chiến tranh Thế giới thứ hai. Nhập biên chế năm 1941, nó đã thực hiện được mười chuyến tuần tra và đánh chìm được ba tàu buôn với tổng tải trọng 17.685 GRT. Trong chuyến tuần tra cuối cùng, U-455 bị đắm do trúng thủy lôi trong Địa Trung Hải về phía Đông Nam Genoa, Ý vào ngày 5 tháng 4, 1944.

## Thiết kế và chế tạo

### Thiết kế

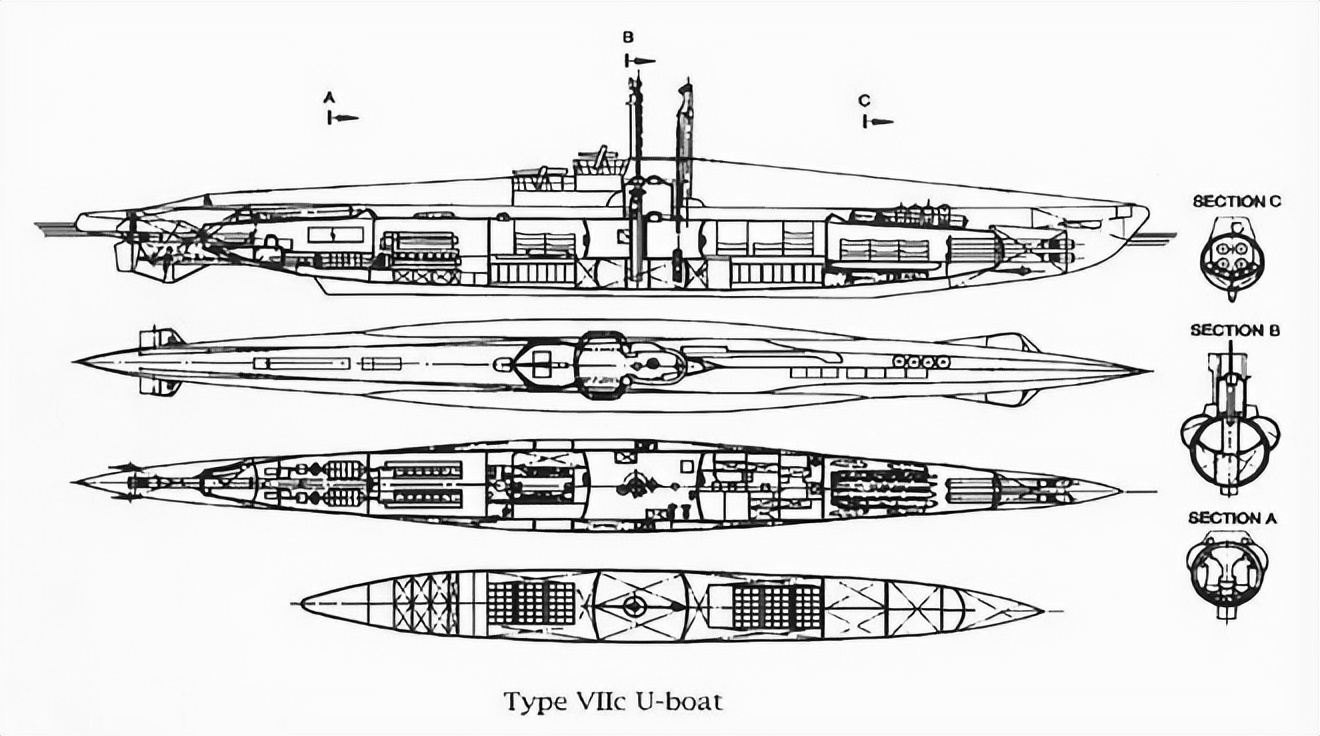
Sơ đồ các mặt cắt một tàu ngầm Type VIIC

Phân lớp VIIC của Tàu ngầm Type VII là một phiên bản VIIB được kéo dài thêm. Chúng có trọng lượng choán nước 769 t (757 tấn Anh) khi nổi và 871 t (857 tấn Anh) khi lặn). Con tàu có chiều dài chung 67,10 m (220 ft 2 in), lớp vỏ trong chịu áp lực dài 50,50 m (165 ft 8 in), mạn tàu rộng 6,20 m (20 ft 4 in), chiều cao 9,60 m (31 ft 6 in) và mớn nước 4,74 m (15 ft 7 in).
Chúng trang bị hai động cơ diesel Germaniawerft F46 siêu tăng áp 6-xy lanh 4 thì, tổng công suất 2.800–3.200 PS (2.100–2.400 kW; 2.800–3.200 bhp), dẫn động hai trục chân vịt đường kính 1,23 m (4,0 ft), cho phép đạt tốc độ tối đa 17,7 kn (32,8 km/h), và tầm hoạt động tối đa 8.500 nmi (15.700 km) khi đi tốc độ đường trường 10 kn (19 km/h). Khi đi ngầm dưới nước, chúng sử dụng hai động cơ/máy phát điện Garbe, Lahmeyer & Co. RP 137/c  tổng công suất 750 PS (550 kW; 740 shp). Tốc độ tối đa khi lặn là 7,6 kn (14,1 km/h), và tầm hoạt động 80 nmi (150 km) ở tốc độ 4 kn (7,4 km/h). Con tàu có khả năng lặn sâu đến 230 m (750 ft).
Vũ khí trang bị có năm ống phóng ngư lôi 53,3 cm (21 in), bao gồm bốn ống trước mũi và một ống phía đuôi, và mang theo tổng cộng 14 quả ngư lôi, hoặc tối đa 22 quả thủy lôi TMA, hoặc 33 quả TMB. Tàu ngầm Type VIIC bố trí một hải pháo 8,8 cm SK C/35 cùng một pháo phòng không 2 cm (0,79 in) trên boong tàu. Thủy thủ đoàn bao gồm 4 sĩ quan và 40-56 thủy thủ.

### Chế tạo
U-455 được đặt hàng vào ngày 16 tháng 1, 1940, và được đặt lườn tại xưởng tàu của hãng Deutsche Werke AG ở Kiel vào ngày 3 tháng 9, 1940. Nó được hạ thủy vào ngày 21 tháng 6, 1941, và nhập biên chế cùng Hải quân Đức Quốc Xã vào ngày 21 tháng 8, 1941 dưới quyền chỉ huy của Hạm trưởng, Đại úy Hải quân Hans-Heinrich Giessler.

## Lịch sử hoạt động

### 1942
Sau khi hoàn tất việc huấn luyện trong thành phần Chi hạm đội U-boat 5, U-455 được điều sang Chi hạm đội U-boat 7 từ ngày 1 tháng 1, 1942 để hoạt động trên tuyến đầu cho đến khi bị mất.

#### Chuyến tuần tra thứ nhất
U-455 khởi hành từ cảng Kiel, Đức vào ngày 15 tháng 1, 1942 cho chuyến tuần tra đầu tiên trong chiến tranh. Nó tiến ra Bắc Hải, rồi băng qua khe GI-UK giữa các quần đảo Shetland và Faroe để hoạt động trong vùng biển Bắc Đại Tây Dương về phía Đông Nam Iceland. Chiếc U-boat đã không đánh chìm được mục tiêu nào, và kết thúc chuyến tuần tra khi đi đến cảng Bergen, Na Uy vào ngày 28 tháng 2.

#### Chuyến tuần tra thứ hai
U-455 xuất phát từ Bergen vào ngày 4 tháng 7 cho chuyến tuần tra thứ hai, và đã băng qua khe GI-UK giữa các quần đảo Shetland và Faroe để vòng qua quần đảo Anh, rồi hoạt động tại vùng biển Bắc Đại Tây Dương về phía Tây Ireland (khu vực Tiếp cận phía Tây). Nó kết thúc chuyến tuần tra tại cảng St. Nazaire, bên bờ Đại Tây Dương của Pháp đã bị Đức chiếm đóng, đến nơi vào ngày 30 tháng 3.

#### Chuyến tuần tra thứ ba
Rời St. Nazaire vào ngày 16 tháng 4 cho chuyến tuần tra thứ ba, U-455 băng qua suốt Đại Tây Dương để hoạt động tại vùng biển về phía Đông Nam Newfoundland, Canada và dọc theo vùng bờ Đông Hoa Kỳ. Tại đây vào ngày 3 tháng 5, nó phóng ngư lôi đánh chìm chiếc tàu chở dầu Anh British Workman 6.994 GRT ở vị trí ngoài khơi mũi Race, Newfoundland. Sau đó đến lượt chiếc tàu chở dầu Anh Geo H. Jones 6.914 GRT bị đánh chìm  ở vị trí về phía Đông Bắc quần đảo Azores vào ngày 11 tháng 6. Chiếc U-boat kết thúc chuyến tuần tra tại St. Nazaire vào ngày 16 tháng 6.

#### Chuyến tuần tra thứ tư và thứ năm
U-455 xuất phát từ St. Nazaire vào ngày 22 tháng 5 cho chuyến tuần tra thứ tư, và lại băng qua Đại Tây Dương để hoạt động tại vùng biển Newfoundland và vùng bờ Đông Hoa Kỳ ngoài khơi Savannah, Georgia, Tuy nhiên lần này nó không đánh chìm được mục tiêu nào, và kết thúc chuyến tuần tra khi quay trở về St. Nazaire vào ngày 28 tháng 10.
Trong chuyến tuần tra tiếp theo, cùng xuất phát và kết thúc tại St. Nazaire và kéo dài từ ngày 24 tháng 11, 1942 đến ngày 24 tháng 1, 1943, U-455 hoạt động trên một phạm vi rộng trong Đại Tây Dương nhưng vẫn không tìm thấy mục tiêu nào phù hợp.

### 1943

#### Chuyến tuần tra thứ sáu
Trong chuyến tuần tra thứ sáu, cùng xuất phát và kết thúc tại St. Nazaire và diễn ra từ ngày 23 tháng 3 đến ngày 23 tháng 4, U-455 hướng xuống phía Nam để hoạt động ở lối ra vào phía Tây của eo biển Gibraltar và dọ theo bờ biển Đại Tây Dương của Maroc. Các bãi thủy lôi mà chiếc tàu ngầm rải ngoài khơi Fedala và Casablanca, Maroc vào các ngày 1 và 2 tháng 4 đã đánh chìm được chiếc tàu buôn Pháp Rouenais 3.777 GRT vào ngày 25 tháng 7.

#### Chuyến tuần tra thứ bảy
U-455 khởi hành từ St. Nazaire vào ngày 30 tháng 5 cho chuyến tuần tra thứ bảy, và quay trở lại hoạt động trong Đại Tây Dương ở lối ra vào phía Tây của eo biển Gibraltar. Nó không ghi thêm được chiến công nào, và quay trở về St. Nazaire vào ngày 31 tháng 7.

#### Chuyến tuần tra thứ tám
Dưới quyền chỉ huy của hạm trưởng mới, Đại úy Hải quân Hans-Martin Scheibe, U-455 rời St. Nazaire vào ngày 20 tháng 9 cho chuyến tuần tra thứ tám, và đã hoạt động trong Đại Tây Dương về phía Tây vịnh Biscay. Tại đây vào ngày 4 tháng 10, nó cùng các tàu ngầm U-264 và U-422 được tiếp nhiên liệu trên mặt biển từ chiếc U-460, một tàu ngầm tiếp liệu Type XIV (biệt danh Milchkuh: bò sữa). Họ bất ngờ bị các máy bay ném bom-ngư lôi TBM Avenger xuất phát từ tàu sân bay hộ tống Hoa Kỳ USS Card tấn công. Các tàu U-boat nhỏ nhanh chóng lặn xuống và chạy thoát, nhưng U-460 bị đối phương đánh chìm ở vị trí về phía Tây Tây Ban Nha. U-455 kết thúc chuyến tuần tra và quay trở về cảng Lorient cùng bên bờ Đại Tây Dương của Pháp vào ngày 11 tháng 11.

### 1944

#### Chuyến tuần tra thứ chín
U-455 xuất phát từ Lorient vào ngày 6 tháng 1, 1944 cho chuyến tuần tra thứ chín, và được điều sang hoạt động tại khu vực Địa Trung Hải. Nó thành công khi băng qua eo biển Gibraltar được phía Đồng Minh canh phòng nghiêm ngặt vào ngày 21 tháng 1, và đi đến căn cứ hoạt động mới tại Toulon, Pháp vào ngày 3 tháng 2. Nó chính thức được điều sang Chi hạm đội U-boat 29 từ ngày 1 tháng 3.

#### Chuyến tuần tra thứ mười – Bị mất
U-455 khởi hành từ cảng Toulon vào ngày 22 tháng 2 cho chuyến tuần tra thứ mười, cũng là chuyến cuối cùng, để hoạt động tại khu vực biển Tyrrhenum và ngoài khơi Bắc Phi. Nó liên lạc vô tuyến về căn cứ lần cuối cùng vào ngày 2 tháng 4, cho biết đang tuần tra dọc bờ biển về phía Bắc Algérie. Chiếc U-boat bị mất vào ngày 5 tháng 4 do trúng thủy lôi trong biển Ligurian (phía Bắc đảo Corse), về phía Đông Nam Genoa, tại tọa độ 44°19′B 9°03′Đ / 44,317°B 9,05°Đ. Toàn bộ 51 thành viên thủy thủ đoàn của U-455 đều đã tử trận.
Trước đây người ta cho rằng U-455 bị đắm gần cảng La Spezia, cho đến khi xác tàu đắm được khám phá ngoài khơi Genoa vào năm 2005. Xác tàu nằm ở độ sâu 120 m (390 ft) ở vị trí khoảng 2 nmi (3,7 km; 2,3 mi) ngoài khơi Camogli, Ý.

### "Bầy sói" tham gia
U-455 từng tham gia sáu bầy sói:
- Hecht (27 tháng 1 – 4 tháng 2, 1942)
- Pfadfinder (21 – 27 tháng 5, 1942)
- Draufgänger (29 tháng 11 – 11 tháng 12, 1942)
- Ungestüm (11 – 30 tháng 12, 1942)
- Không tên (11 – 23 tháng 7, 1943)
- Schlieffen (14 tháng 10, 1943)

### Tóm tắt chiến công
U-455 đã đánh chìm được ba tàu buôn tổng tải trọng 17.685 GRT:
| Ngày             | Tên tàu         | Quốc tịch      | Tải trọng | Số phận            |
| ---------------- | --------------- | -------------- | --------- | ------------------ |
| 3 tháng 5, 1942  | British Workman | United Kingdom | 6.994     | Bị đánh chìm       |
| 11 tháng 6, 1942 | Geo H. Jones    | United Kingdom | 6.914     | Bị đánh chìm       |
| 25 tháng 7, 1943 | Rouenais        | Free France    | 3.777     | Bị đánh chìm (mìn) |